# Przepiórki
Przepiórki (niem. Piepersfelde), (potocznie Leśniczówka Mosty) – nieoficjalna część wsi  Mosty w województwie zachodniopomorskim, w powiecie goleniowskim, w gminie Goleniów. Miejscowość położona przy drodze gminnej z Mostów do Mostów-Osiedle. 
Wchodzi w skład sołectwa Mosty oraz posiada adresowanie do tej miejscowości. 

## Historia
Przepiórki zostały założone przez właściciela wsi Mosty, Karola Krabe w 1818 r. W połowie XIX w. osada składała się z dwóch domów i liczyła 36 mieszkańców.
Obecnie osada składa się z pojedynczej zagrody, w której znajduje się leśniczówka.
Do 1945 r. poprzednią niemiecką nazwą osady była Piepersfelde. W 1948 r. ustalono urzędowo polską nazwę osady Przepiórki.